# Shimon Peres
Shimon Peres (hebreiska: שִׁמְעוֹן פֶּרֶס), född Szymon Perski den 2 augusti 1923 i Wiszniew i dåvarande Polen (i nuvarande Belarus), död 28 september 2016 i Ramat Gan i Israel, var en israelisk politiker och statsman. Han var Israels premiärminister 1977, 1984–1986 och 1995–1996 samt Israels president 2007–2014. Han mottog Nobels fredspris 1994 tillsammans med Yassir Arafat och Yitzhak Rabin.

## Biografi
Peres föddes i Vitryssland där familjen talade hebreiska, jiddisch och ryska hemma, och han lärde sig polska i skolan. Han talade även engelska och franska. Hans far var en förmögen timmerhandlare, som senare gav sig in på andra råvaror, medan hans mor var bibliotekarie.
Peres hade en yngre bror, Gerson, och var släkting till den senare amerikanska filmstjärnan Lauren Bacall (född Betty Joan Persky).
År 1932 utvandrade Peres far till Brittiska Palestinamandatet (nuvarande Israel) och bosatte sig i Tel Aviv, dit familjen följde honom 1934. Peres utbildade sig vid Balfour Elementary School och High School och Geula Gymnasium (gymnasiet för handel) i Tel Aviv. Vid 15 års ålder gick han över till Ben Shemen lantbruksskola och bodde på Kibbutz Geva flera år. Han var också en av grundarna av Kibbutz Alumot. År 1941 valdes han till sekreterare i Hanoar Haoved Vehalomed, en socialdemokratisk sionistisk ungdomsrörelse, och 1944 återvände han till Alumot, där han arbetade som en mjölkbonde, herde och kibbutzsekreterare.
År 1944 ledde Peres en olaglig expedition i Negevöknen, då en sluten militär zon där det krävdes tillstånd för att komma in. Expeditionen, som bestod av en grupp tonåringar, tillsammans med en Palmachscout, zoolog och en arkeolog, hade finansierats av Ben-Gurion och planerades av Palmachs ledare Yitzhak Sadeh, som en del av en plan för framtida judisk bosättning i området att inkludera i den judiska staten. Gruppen greps av en beduinpatrull ledd av en brittisk officer, som tog dem till Beersheba (då en liten arabisk stad) och spärrade in dem i det lokala fängelset. Alla deltagarna dömdes till två veckors fängelse, och som ledare, ålades Peres därtill dryga böter.
Peres var tidigare socialdemokrat och dess partiledare 1977–1992, 1995–1997 och 2003–2005. Han tillhörde sedan 2005 partiet Kadima. Bland övriga poster han innehaft märks försvarsminister 1974–1977, 1995–1996 och utrikesminister 1986–1988, 1992–1995, 2001–2002, finansminister 1988–1990 och vice premiärminister 2005–2007. Han var vidare en av tjugofem vicepresidenter i Socialistinternationalen. 
Den 13 juni 2007 valdes Shimon Peres till Israels president av Knesset och han efterträdde Moshe Katsav den 16 juli samma år.